# Bird (1988)
Bird ist ein US-amerikanischer Spielfilm über den Jazz-Musiker Charlie Parker aus dem Jahre 1988.

## Handlung
Der Film erzählt die Lebensgeschichte des legendären Saxophonisten Charlie Parker, Spitzname: "Bird". Die künstlerische Laufbahn Parkers wurde durch seinen Drogenkonsum beeinflusst, welcher schließlich zu seinem frühen Tode führte. Jazz-Aficionado Clint Eastwood findet mit seinem Drehbuchautoren Oliansky Bilder, die dem wilden Lebenswandel eines genialen Künstlers in einem Film Form geben. Gleich die ersten Szenen stellen dem Zuschauer einen Charlie Parker vor, der am Rande des menschlichen Ruins steht. Parker kommt nach Haus, ist betrunken, beginnt einen Streit mit seiner Ehefrau Chan und versucht sich das Leben zu nehmen, so dass er in eine Nervenheilanstalt gebracht werden muss. Dort möchte man ihn mit einer Elektroschocktherapie behandeln. Seine Frau stimmt dem nicht zu. Es handele sich schließlich nicht um irgendeinen Menschen, sondern um einen sensiblen Künstler. In Erinnerungen an die Anfänge wird nun die Lebensgeschichte Parkers erzählt. Es wechseln sich die Erinnerungen von Chan mit denen Charlies ab, während sie versucht ihren Mann zu Haus selbst von den Drogen abzubringen.

## Kritiken
„Trotz aller exakt recherchierten Fakten keine reine Künstlerbiografie, sondern mit konsequenten Stilmitteln gestaltete assoziative Annäherung an Leben und Mythos Parkers; geprägt von Respekt und Zuneigung für den Menschen und seine Musik, die in brillanter Tonqualität als Schlüssel zum Verständnis geboten wird.“

„Bird ist ein [19]80er-Jahre-Film, der sich mit Rassismus und der allgemeinen Respektlosigkeit der Mainstream-Gesellschaft gegenüber Jazz und Jazzmusikern befasst. [...] Aber Eastwood – der Parker in den 1940er-Jahren als Teenager spielen sah – hat nie wirklich das Gefühl, dass die Musik eine Verteidigung erfordert; es geht ihm darum, Ihnen seine Pracht zu zeigen, und wie Tavernier (in Um Mitternacht) tut er dies, indem er ausgedehnte Aufführungssequenzen einfügt.“

## Auszeichnungen

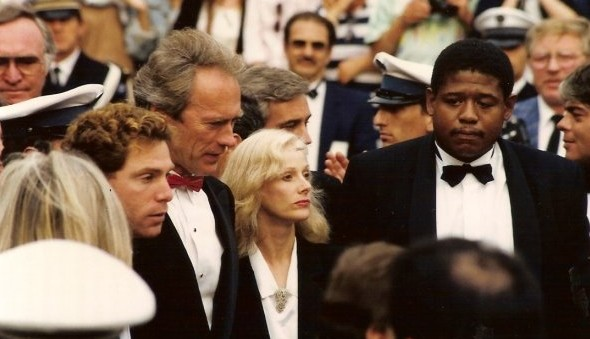
Michael Zelniker, Clint Eastwood, Sondra Locke und Forest Whitaker promoten den Film "Bird" auf dem Filmfestival in Cannes

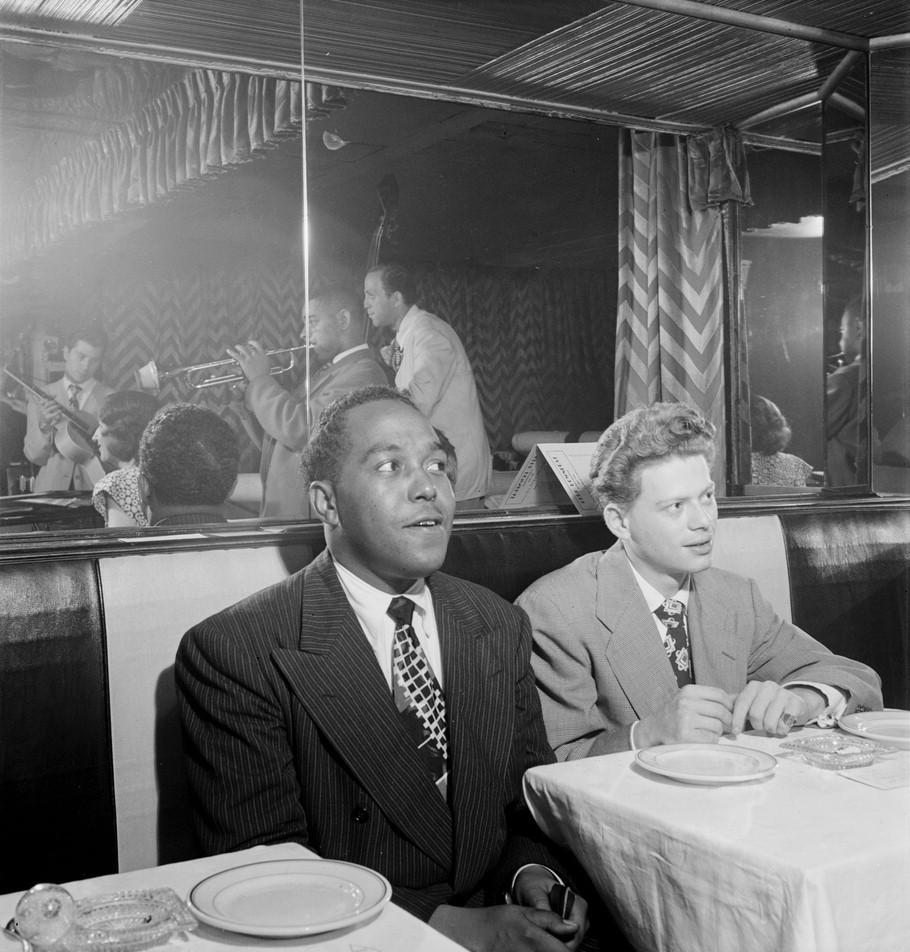
Charlie Parker und Red Rodney, der eine Schlüsselrolle in Eastwoods Film spielt.
Fotografie von William P. Gottlieb

- Filmfestival Cannes 1988: Auszeichnung als bester Schauspieler für Forest Whitaker.
- New York Film Critics Circle Award: 1988 Auszeichnung als beste Nebendarstellerin für Diane Venora
- Golden Globe Award 1989 in der Kategorie Beste Regie für Clint Eastwood
- Oscar 1989 für den besten Sound